# Atletismo en los Juegos Olímpicos de París 2024
El atletismo en los Juegos Olímpicos de París 2024 se realizó en el Stade de France, ubicado en Saint-Denis, del 1 al 11 de agosto de 2024. Las competiciones de marcha se efectuaron en el Pont d'Iéna del río Sena y de maratón se efectuaron en un circuito urbano con punto de partida en el Hotel de Ville de Paris y llegada en el puente Alejandro III.
En total fueron disputadas en este deporte 48 pruebas diferentes, 23 masculinas, 23 femeninas y dos mixtas. El programa de competiciones se modificó en relación con la edición anterior, la prueba mixta de relevos 4 × 400 m fue añadida y la prueba de 50 km marcha masculina fue sustituida por la de marcha por relevo mixto.

## Clasificación
Participaron en total 1810 atletas (905 hombres y 905 mujeres) de diferentes comités olímpicos nacionales pertenecientes a World Athletics.

## Calendario
| P | Preliminares | E | Eliminatorias | C | Clasificación | R | Repescas | ½ | Semifinales | F | Final |

| Fecha →           | Ju 01 | Ju 01 | Vi 02 | Vi 02 | Sá 03 | Sá 03 | Sá 03 | Do 04 | Do 04 | Do 04 | Lu 05 | Lu 05 | Ma 06 | Ma 06 | Mi 07 | Mi 07 | Ju 08 | Ju 08 | Vi 09 | Vi 09 | Sá 10 | Sá 10 | Do 11 | Do 11 |
| Prueba ↓          | M     | T     | M     | T     | M     | M     | T     | M     | T     | T     | M     | T     | M     | T     | M     | T     | M     | T     | M     | T     | M     | T     | M     | T     |
| ----------------- | ----- | ----- | ----- | ----- | ----- | ----- | ----- | ----- | ----- | ----- | ----- | ----- | ----- | ----- | ----- | ----- | ----- | ----- | ----- | ----- | ----- | ----- | ----- | ----- |
| 100 m             |       |       |       |       | P     | E     |       |       | ½     | F     |       |       |       |       |       |       |       |       |       |       |       |       |       |       |
| 200 m             |       |       |       |       |       |       |       |       |       |       |       | E     | R     |       |       | ½     |       | F     |       |       |       |       |       |       |
| 400 m             |       |       |       |       |       |       |       |       | E     | E     | R     |       |       | ½     |       | F     |       |       |       |       |       |       |       |       |
| 800 m             |       |       |       |       |       |       |       |       |       |       |       |       |       |       | E     |       | R     |       | ½     |       |       | F     |       |       |
| 1500 m            |       |       | E     |       |       |       | R     |       | ½     | ½     |       |       |       | F     |       |       |       |       |       |       |       |       |       |       |
| 5000 m            |       |       |       |       |       |       |       |       |       |       |       |       |       |       | E     |       |       |       |       |       |       | F     |       |       |
| 10 000 m          |       |       |       | F     |       |       |       |       |       |       |       |       |       |       |       |       |       |       |       |       |       |       |       |       |
| 110 m vallas      |       |       |       |       |       |       |       | E     |       |       |       |       | R     |       |       | ½     |       | F     |       |       |       |       |       |       |
| 400 m vallas      |       |       |       |       |       |       |       |       |       |       | E     |       | R     |       |       | ½     |       |       |       | F     |       |       |       |       |
| 3000 m obst.      |       |       |       |       |       |       |       |       |       |       |       | E     |       |       |       | F     |       |       |       |       |       |       |       |       |
| 4×100 m           |       |       |       |       |       |       |       |       |       |       |       |       |       |       |       |       | E     |       |       | F     |       |       |       |       |
| 4×400 m           |       |       |       |       |       |       |       |       |       |       |       |       |       |       |       |       |       |       | E     |       |       | F     |       |       |
| Maratón           |       |       |       |       |       |       |       |       |       |       |       |       |       |       |       |       |       |       |       |       | F     |       |       |       |
| 20 km marcha      | F     |       |       |       |       |       |       |       |       |       |       |       |       |       |       |       |       |       |       |       |       |       |       |       |
| Salto de altura   |       |       |       |       |       |       |       |       |       |       |       |       |       |       | C     |       |       |       |       |       |       | F     |       |       |
| Salto con pértiga |       |       |       |       |       |       | C     |       |       |       |       | F     |       |       |       |       |       |       |       |       |       |       |       |       |
| Salto de longitud |       |       |       |       |       |       |       | C     |       |       |       |       |       | F     |       |       |       |       |       |       |       |       |       |       |
| Triple salto      |       |       |       |       |       |       |       |       |       |       |       |       |       |       |       | C     |       |       |       | F     |       |       |       |       |
| Peso              |       |       |       | C     |       |       | F     |       |       |       |       |       |       |       |       |       |       |       |       |       |       |       |       |       |
| Disco             |       |       |       |       |       |       |       |       |       |       | C     |       |       |       |       | F     |       |       |       |       |       |       |       |       |
| Martillo          |       |       | C     |       |       |       |       |       | F     | F     |       |       |       |       |       |       |       |       |       |       |       |       |       |       |
| Jabalina          |       |       |       |       |       |       |       |       |       |       |       |       | C     |       |       |       |       | F     |       |       |       |       |       |       |
| Decatlón          |       |       | F     | F     | F     | F     | F     |       |       |       |       |       |       |       |       |       |       |       |       |       |       |       |       |       |

| Fecha →           | Ju 01 | Ju 01 | Vi 02 | Vi 02 | Vi 02 | Sá 03 | Sá 03 | Sá 03 | Do 04 | Do 04 | Lu 05 | Lu 05 | Ma 06 | Ma 06 | Mi 07 | Mi 07 | Ju 08 | Ju 08 | Vi 09 | Vi 09 | Sá 10 | Sá 10 | Do 11 | Do 11 |
| Prueba ↓          | M     | T     | M     | M     | T     | M     | T     | T     | M     | T     | M     | T     | M     | T     | M     | T     | M     | T     | M     | T     | M     | T     | M     | T     |
| ----------------- | ----- | ----- | ----- | ----- | ----- | ----- | ----- | ----- | ----- | ----- | ----- | ----- | ----- | ----- | ----- | ----- | ----- | ----- | ----- | ----- | ----- | ----- | ----- | ----- |
| 100 m             |       |       | P     | E     |       |       | ½     | F     |       |       |       |       |       |       |       |       |       |       |       |       |       |       |       |       |
| 200 m             |       |       |       |       |       |       |       |       | E     |       | R     | ½     |       | F     |       |       |       |       |       |       |       |       |       |       |
| 400 m             |       |       |       |       |       |       |       |       |       |       | E     |       | R     |       |       | ½     |       |       |       | F     |       |       |       |       |
| 800 m             |       |       |       |       | E     | R     |       |       |       | ½     |       | F     |       |       |       |       |       |       |       |       |       |       |       |       |
| 1500 m            |       |       |       |       |       |       |       |       | E     |       |       |       |       |       | R     |       |       | ½     |       |       |       | F     |       |       |
| 5000 m            |       |       |       |       | E     |       |       |       |       |       |       | F     |       |       |       |       |       |       |       |       |       |       |       |       |
| 10 000 m          |       |       |       |       |       |       |       |       |       |       |       |       |       |       |       |       |       |       |       | F     |       |       |       |       |
| 100 m vallas      |       |       |       |       |       |       |       |       |       |       |       |       |       |       | E     |       | R     |       | ½     |       |       | F     |       |       |
| 400 m vallas      |       |       |       |       |       |       |       |       | E     |       | R     |       |       | ½     |       |       |       | F     |       |       |       |       |       |       |
| 3000 m obst.      |       |       |       |       |       |       |       |       | E     |       |       |       |       | F     |       |       |       |       |       |       |       |       |       |       |
| 4×100 m           |       |       |       |       |       |       |       |       |       |       |       |       |       |       |       |       | E     |       |       | F     |       |       |       |       |
| 4×400 m           |       |       |       |       |       |       |       |       |       |       |       |       |       |       |       |       |       |       | E     |       |       | F     |       |       |
| Maratón           |       |       |       |       |       |       |       |       |       |       |       |       |       |       |       |       |       |       |       |       |       |       | F     |       |
| 20 km marcha      | F     |       |       |       |       |       |       |       |       |       |       |       |       |       |       |       |       |       |       |       |       |       |       |       |
| Salto de altura   |       |       | C     | C     |       |       |       |       |       | F     |       |       |       |       |       |       |       |       |       |       |       |       |       |       |
| Salto con pértiga |       |       |       |       |       |       |       |       |       |       | C     |       |       |       |       | F     |       |       |       |       |       |       |       |       |
| Salto de longitud |       |       |       |       |       |       |       |       |       |       |       |       | C     |       |       |       |       | F     |       |       |       |       |       |       |
| Triple salto      |       |       |       |       | C     |       | F     | F     |       |       |       |       |       |       |       |       |       |       |       |       |       |       |       |       |
| Peso              |       |       |       |       |       |       |       |       |       |       |       |       |       |       |       |       | C     |       |       | F     |       |       |       |       |
| Disco             |       |       |       |       |       | C     |       |       |       |       |       | F     |       |       |       |       |       |       |       |       |       |       |       |       |
| Martillo          |       |       |       |       |       |       |       |       | C     |       |       |       |       | F     |       |       |       |       |       |       |       |       |       |       |
| Jabalina          |       |       |       |       |       |       |       |       |       |       |       |       |       |       | C     |       |       |       |       |       |       | F     |       |       |
| Heptatlón         |       |       |       |       |       |       |       |       |       |       |       |       |       |       |       |       | F     | F     | F     | F     |       |       |       |       |

| Fecha →           | Vi 02 | Vi 02 | Sá 03 | Sá 03 | Do 04 | Do 04 | Lu 05 | Lu 05 | Ma 06 | Ma 06 | Mi 07 | Mi 07 |
| Prueba ↓          | M     | T     | M     | T     | M     | T     | M     | T     | M     | T     | M     | T     |
| ----------------- | ----- | ----- | ----- | ----- | ----- | ----- | ----- | ----- | ----- | ----- | ----- | ----- |
| 4×400 m mixto     |       | E     |       | F     |       |       |       |       |       |       |       |       |
| Rel. mixto marcha |       |       |       |       |       |       |       |       |       |       | F     |       |

## Medallistas

### Masculino
| Evento                          | Oro                                                                                              | Plata                                                                                     | Bronce                                                                                            |
| ------------------------------- | ------------------------------------------------------------------------------------------------ | ----------------------------------------------------------------------------------------- | ------------------------------------------------------------------------------------------------- |
| 100 m (4 de agosto)             | Noah Lyles · Estados Unidos · 9,79                                                               | Kishane Thompson · Jamaica · 9,79                                                         | Fred Kerley · Estados Unidos · 9,81                                                               |
| 200 m (8 de agosto)             | Letsile Tebogo · Botsuana · 19,46                                                                | Kenneth Bednarek · Estados Unidos · 19,62                                                 | Noah Lyles · Estados Unidos · 19,70                                                               |
| 400 m (7 de agosto)             | Quincy Hall · Estados Unidos · 43,40                                                             | Matthew Hudson-Smith · Reino Unido · 43,44                                                | Muzala Samukonga · Zambia · 43,74                                                                 |
| 800 m (10 de agosto)            | Emmanuel Wanyonyi · Kenia · 1:41,19                                                              | Marco Arop · Canadá · 1:41,20                                                             | Yamel Sedyati · Argelia · 1:41,50                                                                 |
| 1500 m (6 de agosto)            | Cole Hocker · Estados Unidos · 3:27,65 RO                                                        | Josh Kerr · Reino Unido · 3:27,79                                                         | Yared Nuguse · Estados Unidos · 3:27,80                                                           |
| 5000 m (10 de agosto)           | Jakob Ingebrigtsen · Noruega · 13:13,66                                                          | Ronald Kwemoi · Kenia · 13:15,04                                                          | Grant Fisher · Estados Unidos · 13:15,13                                                          |
| 10 000 m (2 de agosto)          | Joshua Cheptegei · Uganda · 26:43,14 RO                                                          | Berihu Aregawi · Etiopía · 26:43,44                                                       | Grant Fisher · Estados Unidos · 26:43,46                                                          |
| 110 m vallas (8 de agosto)      | Grant Holloway · Estados Unidos · 12,99                                                          | Daniel Roberts · Estados Unidos · 13,09                                                   | Rasheed Broadbell · Jamaica · 13,09                                                               |
| 400 m vallas (9 de agosto)      | Rai Benjamin · Estados Unidos · 46,46                                                            | Karsten Warholm · Noruega · 47,06                                                         | Alison dos Santos · Brasil · 47,26                                                                |
| 3000 m obstáculos (7 de agosto) | Sufián El Bakkali · Marruecos · 8:06,05                                                          | Kenneth Rooks · Estados Unidos · 8:06,41                                                  | Abraham Kibiwot · Kenia · 8:06,47                                                                 |
| 20 km marcha (1 de agosto)      | Daniel Pintado · Ecuador · 1:18:57                                                               | Caio Bonfim · Brasil · 1:19:09                                                            | Álvaro Martín Uriol · España · 1:19:11                                                            |
| Maratón (10 de agosto)          | Tamirat Tola · Etiopía · 2:06:26 RO                                                              | Bashir Abdi · Bélgica · 2:06:47                                                           | Benson Kipruto · Kenia · 2:07:00                                                                  |
| Salto de altura (10 de agosto)  | Hamish Kerr · Nueva Zelanda · 2,36 m                                                             | Shelby McEwen · Estados Unidos · 2,36 m                                                   | Mutaz Essa Barshim · Catar · 2,34 m                                                               |
| Salto con pértiga (5 de agosto) | Armand Duplantis · Suecia · 6,25 RM                                                              | Sam Kendricks · Estados Unidos · 5,95                                                     | Emmanuíl Karalís · Grecia · 5,90                                                                  |
| Salto de longitud (6 de agosto) | Miltiadis Tentoglu · Grecia · 8,48                                                               | Wayne Pinnock · Jamaica · 8,36                                                            | Mattia Furlani · Italia · 8,34                                                                    |
| Triple salto (9 de agosto)      | Jordan Díaz Fortún · España · 17,86                                                              | Pedro Pichardo · Portugal · 17,84                                                         | Andy Díaz Hernández · Italia · 17,64                                                              |
| Peso (3 de agosto)              | Ryan Crouser · Estados Unidos · 22,90                                                            | Joe Kovacs · Estados Unidos · 22,15                                                       | Rajindra Campbell · Jamaica · 22,15                                                               |
| Disco (7 de agosto)             | Rojé Stona · Jamaica · 70,00 RO                                                                  | Mykolas Alekna · Lituania · 69,97                                                         | Matthew Denny · Australia · 69,31                                                                 |
| Martillo (4 de agosto)          | Ethan Katzberg · Canadá · 84,12                                                                  | Bence Halász · Hungría · 79,97                                                            | Myjailo Kojan · Ucrania · 79,39                                                                   |
| Jabalina (8 de agosto)          | Arshad Nadeem · Pakistán · 92,97 RO                                                              | Neeraj Chopra · India · 89,45                                                             | Anderson Peters · Granada · 88,54                                                                 |
| 4 × 100 m (9 de agosto)         | Canadá · Aaron Brown · Jerome Blake · Brendon Rodney · Andre De Grasse · 37,50                   | Sudáfrica · Bayanda Walaza · Shaun Maswanganyi · Bradley Nkoana · Akani Simbine · 37,57   | Reino Unido · Jeremiah Azu · Louie Hinchliffe · Nethaneel Mitchell-Blake · Zharnel Hughes · 37,61 |
| 4 × 400 m (10 de agosto)        | Estados Unidos · Christopher Bailey · Vernon Norwood · Bryce Deadmon · Rai Benjamin · 2:54,43 RO | Botsuana · Letsile Tebogo · Busang Kebinatshipi · Anthony Pesela · Bayapo Ndori · 2:54,53 | Reino Unido · Alex Haydock-Wilson · Matthew Hudson-Smith · Lewis Davey · Charles Dobson · 2:55,83 |
| Decatlón (3 de agosto)          | Markus Rooth · Noruega · 8796 pts.                                                               | Leo Neugebauer · Alemania · 8748 pts.                                                     | Lindon Victor · Granada · 8711 pts.                                                               |

### Femenino
| Evento                          | Oro                                                                                                   | Plata                                                                                    | Bronce                                                                                     |
| ------------------------------- | --- | ---------------------------------------------------------------------------------------- | ------------------------------------------------------------------------------------------ |
| 100 m (3 de agosto)             | Julien Alfred · Santa Lucía · 10,72                                                                   | Sha'Carri Richardson · Estados Unidos · 10,87                                            | Melissa Jefferson · Estados Unidos · 10,92                                                 |
| 200 m (6 de agosto)             | Gabrielle Thomas · Estados Unidos · 21,83                                                             | Julien Alfred · Santa Lucía · 22,08                                                      | Brittany Brown · Estados Unidos · 22,20                                                    |
| 400 m (9 de agosto)             | Marileidy Paulino · República Dominicana · 48,17 RO                                                   | Salwa Eid Naser · Baréin · 48,53                                                         | Natalia Kaczmarek · Polonia · 48,98                                                        |
| 800 m (5 de agosto)             | Keely Hodgkinson · Reino Unido · 1:56,72                                                              | Tsige Duguma · Etiopía · 1:57,17                                                         | Mary Moraa · Kenia · 1:57,42                                                               |
| 1500 m (10 de agosto)           | Faith Kipyegon · Kenia · 3:51,29                                                                      | Jessica Hull · Australia · 3:52,26                                                       | Georgia Bell · Reino Unido · 3:52,61                                                       |
| 5000 m (5 de agosto)            | Beatrice Chebet · Kenia · 14:28,56                                                                    | Faith Kipyegon · Kenia · 14:29,60                                                        | Sifan Hassan · Países Bajos · 14:30,61                                                     |
| 10 000 m (9 de agosto)          | Beatrice Chebet · Kenia · 30:43,25                                                                    | Nadia Battocletti · Italia · 30:43,35                                                    | Sifan Hassan · Países Bajos · 30:44,12                                                     |
| 100 m vallas (10 de agosto)     | Masai Russell · Estados Unidos · 12,33                                                                | Cyréna Samba-Mayela · Francia · 12,34                                                    | Jasmine Camacho-Quinn · Puerto Rico · 12,36                                                |
| 400 m vallas (8 de agosto)      | Sydney McLaughlin · Estados Unidos · 50,37 RM                                                         | Anna Cockrell · Estados Unidos · 51,87                                                   | Femke Bol · Países Bajos · 52,15                                                           |
| 3000 m obstáculos (6 de agosto) | Winfred Yavi · Baréin · 8:52,76 RO                                                                    | Peruth Chemutai · Uganda · 8:53,54                                                       | Faith Cherotich · Kenia · 8:55,15                                                          |
| 20 km marcha (1 de agosto)      | Yang Jiayu · República Popular China · 1:25:54                                                        | María Pérez García · España · 1:26:19                                                    | Jemima Montag · Australia · 1:26:25                                                        |
| Maratón (11 de agosto)          | Sifan Hassan · Países Bajos · 2:22:55 RO                                                              | Tigst Assefa · Etiopía · 2:22:58                                                         | Hellen Obiri · Kenia · 2:23:10                                                             |
| Salto de altura (4 de agosto)   | Yaroslava Mahuchij · Ucrania · 2,00 m                                                                 | Nicola Olyslagers · Australia · 2,00 m                                                   | Eleanor Patterson · Australia · Iryna Herashchenko · Ucrania · 1,95 m                      |
| Salto con pértiga (7 de agosto) | Nina Kennedy · Australia · 4,90                                                                       | Katie Moon · Estados Unidos · 4,85                                                       | Alysha Newman · Canadá · 4,85                                                              |
| Salto de longitud (8 de agosto) | Tara Davis-Woodhall · Estados Unidos · 7,10                                                           | Malaika Mihambo · Alemania · 6,98                                                        | Jasmine Moore · Estados Unidos · 6,96                                                      |
| Triple salto (3 de agosto)      | Thea LaFond · Dominica · 15,02                                                                        | Shanieka Ricketts · Jamaica · 14,87                                                      | Jasmine Moore · Estados Unidos · 14,67                                                     |
| Peso (9 de agosto)              | Yemisi Ogunleye · Alemania · 20,00                                                                    | Maddison-Lee Wesche · Nueva Zelanda · 19,86                                              | Song Jiayuan · República Popular China · 19,32                                             |
| Disco (5 de agosto)             | Valarie Allman · Estados Unidos · 69,50                                                               | Feng Bin · República Popular China · 67,51                                               | Sandra Elkasević · Croacia · 67,51                                                         |
| Martillo (6 de agosto)          | Camryn Rogers · Canadá · 76,97                                                                        | Annette Echikunwoke · Estados Unidos · 75,48                                             | Zhao Jie · República Popular China · 74,27                                                 |
| Jabalina (10 de agosto)         | Haruka Kitaguchi · Japón · 65,80                                                                      | Jo-Ane van Dyk · Sudáfrica · 63,93                                                       | Nikola Ogrodníková · República Checa · 63,68                                               |
| 4 × 100 m (9 de agosto)         | Estados Unidos · Melissa Jefferson · Twanisha Terry · Gabrielle Thomas · Sha'Carri Richardson · 41,78 | Reino Unido · Dina Asher-Smith · Imani-Lara Lansiquot · Amy Hunt · Daryll Neita · 41,85  | Alemania · Alexandra Burghardt · Lisa Mayer · Gina Lückenkemper · Rebekka Haase · 41,97    |
| 4 × 400 m (10 de agosto)        | Estados Unidos · Shamier Little · Sydney McLaughlin · Gabrielle Thomas · Alexis Holmes · 3:15,27      | Países Bajos · Lieke Klaver · Cathelijn Peeters · Lisanne de Witte · Femke Bol · 3:19,50 | Reino Unido · Victoria Ohuruogu · Laviai Nielsen · Nicole Yeargin · Amber Anning · 3:19,72 |
| Heptatlón (9 de agosto)         | Nafissatou Thiam · Bélgica · 6880 pts.                                                                | Katarina Johnson-Thompson · Reino Unido · 6844 pts.                                      | Noor Vidts · Bélgica · 6707 pts.                                                           |

### Mixto
| Evento                          | Oro                                                                                    | Plata                                                                                     | Bronce                                                                                       |
| ------------------------------- | -------------------------------------------------------------------------------------- | ----------------------------------------------------------------------------------------- | -------------------------------------------------------------------------------------------- |
| 4 × 400 m (3 de agosto)         | Países Bajos · Eugene Omalla · Lieke Klaver · Isaya Klein Ikkink · Femke Bol · 3:07,43 | Estados Unidos · Vernon Norwood · Shamier Little · Bryce Deadmon · Kaylyn Brown · 3:07,74 | Reino Unido · Samuel Reardon · Laviai Nielsen · Alex Haydock-Wilson · Amber Anning · 3:08,01 |
| Marcha por relevo (7 de agosto) | Álvaro Martín Uriol · María Pérez García · España · 2:50:31                            | Daniel Pintado · Glenda Morejón · Ecuador · 2:51:22                                       | Rhydian Cowley · Jemima Montag · Australia · 2:51:38                                         |

## Medallero
| Núm. | País                    | Oro | Plata | Bronce | Total |
| ---- | ----------------------- | --- | ----- | ------ | ----- |
| 1    | Estados Unidos          | 14  | 11    | 9      | 34    |
| 2    | Kenia                   | 4   | 2     | 5      | 11    |
| 3    | Canadá                  | 3   | 1     | 1      | 5     |
| 4    | Países Bajos            | 2   | 1     | 3      | 6     |
| 5    | España                  | 2   | 1     | 1      | 4     |
| 6    | Noruega                 | 2   | 1     | 0      | 3     |
| 7    | Reino Unido             | 1   | 4     | 5      | 10    |
| 8    | Jamaica                 | 1   | 3     | 2      | 6     |
| 9    | Etiopía                 | 1   | 3     | 0      | 4     |
| 10   | Australia               | 1   | 2     | 4      | 7     |
| 11   | Alemania                | 1   | 2     | 1      | 4     |
| 12   | República Popular China | 1   | 1     | 2      | 4     |
| 13   | Bélgica                 | 1   | 1     | 1      | 3     |
| 14   | Baréin                  | 1   | 1     | 0      | 2     |
| 14   | Botsuana                | 1   | 1     | 0      | 2     |
| 14   | Ecuador                 | 1   | 1     | 0      | 2     |
| 14   | Nueva Zelanda           | 1   | 1     | 0      | 2     |
| 14   | Santa Lucía             | 1   | 1     | 0      | 2     |
| 14   | Uganda                  | 1   | 1     | 0      | 2     |
| 20   | Ucrania                 | 1   | 0     | 2      | 3     |
| 21   | Grecia                  | 1   | 0     | 1      | 2     |
| 22   | Dominica                | 1   | 0     | 0      | 1     |
| 22   | Japón                   | 1   | 0     | 0      | 1     |
| 22   | Marruecos               | 1   | 0     | 0      | 1     |
| 22   | Pakistán                | 1   | 0     | 0      | 1     |
| 22   | República Dominicana    | 1   | 0     | 0      | 1     |
| 22   | Suecia                  | 1   | 0     | 0      | 1     |
| 28   | Sudáfrica               | 0   | 2     | 0      | 2     |
| 29   | Italia                  | 0   | 1     | 2      | 3     |
| 30   | Brasil                  | 0   | 1     | 1      | 2     |
| 31   | Francia                 | 0   | 1     | 0      | 1     |
| 31   | Hungría                 | 0   | 1     | 0      | 1     |
| 31   | India                   | 0   | 1     | 0      | 1     |
| 31   | Lituania                | 0   | 1     | 0      | 1     |
| 31   | Portugal                | 0   | 1     | 0      | 1     |
| 36   | Granada                 | 0   | 0     | 2      | 2     |
| 37   | Argelia                 | 0   | 0     | 1      | 1     |
| 37   | Catar                   | 0   | 0     | 1      | 1     |
| 37   | Croacia                 | 0   | 0     | 1      | 1     |
| 37   | Polonia                 | 0   | 0     | 1      | 1     |
| 37   | Puerto Rico             | 0   | 0     | 1      | 1     |
| 37   | República Checa         | 0   | 0     | 1      | 1     |
| 37   | Zambia                  | 0   | 0     | 1      | 1     |
|      | TOTAL                   | 48  | 48    | 49     | 145   |